# Tour d'Albo
La tour d'Albo (en corse : Torra d'Albu) est une tour génoise restaurée située dans la commune d'Ogliastro, dans le département français de la Haute-Corse. Elle est également appelée tour d'Ogliastro (Torra d'Ogliastro), tour d'Olchini (Torra d'Olchini) et Torra del Greco.

## Historique
La tour d'Albo fait partie des défenses côtières construites par la république de Gênes entre 1530 et 1620 pour contrer les attaques des pirates barbaresques. La tour est édifiée dans la seconde moitié du XVIe siècle, à la demande et aux frais des résidents d'Ogliastro. Elle est endommagée en 1588 lorsqu'Hassan Veneziano attaque le village d'Ogliastro et enlève plusieurs dizaines d'habitants. Une liste des tours défensives de la côte corse établie en 1617 par les autorités génoises révèle que la tour d'Albo est gardée par des hommes d'Ogliastro et d'Olcani, seulement durant la nuit.
En 1768, lors de la conquête française de la Corse, les soldats français occupent la tour et creusent des retranchements aux alentours afin d'arrêter le repli des troupes corses qui évacuent le château de Nonza. Au début du XXe siècle, elle devient une habitation.
En juillet 2020, la tour d’Albo est l’objet d’une importante restauration à la chaux, matériau utilisé initialement dans sa construction, modifiant son apparence, ce qui fait débat,.

## Architecture
Cette tour circulaire faite de schiste comprend deux portes : l'une à sa base, qui donne sur une petite pièce, et l'autre au-dessus du cordon, accessible par l'escalier encastré qui mène au toit. Le premier étage comporte une pièce dont le plafond forme une coupole. La tour est surmontée d'une terrasse munie de mâchicoulis. La guérite de l'escalier, située sur la terrasse comportait autrefois un toit.

## Protection
La tour d'Albo est inscrite monument historique par arrêté du 4 août 1992.